# Корени и трагови
„Корени и трагови” је југословенски документарни кратки ТВ филм из 1992. године. Режирала га је Ружица Лукић која је написала и сценарио.